# Джак Бендър
Джак Бендър (на английски: Jack Bender) е американски филмов и телевизионен режисьор, продуцент и актьор, носител на награда „Еми“, номиниран е за БАФТА и „Хюго“. Известни продукции режисирани от него са сериалите „Изгубени“ по ABC, „Семейство Сопрано“, „Наричана още“ и други.